# Last Song (矢沢永吉のアルバム)
『Last Song』（ラスト・ソング）は2012年8月1日発売の矢沢永吉33作目のスタジオ・アルバム。

## 概要
前作『TWIST』から2年ぶりの新作。初回生産限定盤はTシャツ付属。矢沢は本作を「歴代の中でも5本の指に入る出来映えのアルバム」と評し『Last Song』というタイトルについて「『Last Song』って言い切っても後悔しないくらいのアルバム」と自負した。「LAST SONG」の歌詞について、矢沢が作詞家・山川啓介に「矢沢永吉の“My Way”みたいな詞」をと直接依頼したと語った。

## 収録曲
CD
| 全作曲: 矢沢永吉。 |                       |            |            |                                                                                |      |
| #                  | タイトル              | 作詞       | 作曲・編曲 | タイアップ                                                                     | 時間 |
| 1.                 | 「IT'S UP TO YOU!」   | 馬渕太成   | 矢沢永吉   | 第一興商「LIVE DAM」CMソング                                                   | 3:46 |
| 2.                 | 「翼を広げて」        | 馬渕太成   | 矢沢永吉   | 映画「デンジャラス・ラン」日本版イメージソング                                 | 3:49 |
| 3.                 | 「夢がひとつ」        | Ginger     | 矢沢永吉   |                                                                                | 3:23 |
| 4.                 | 「BUDDY」             | 馬渕太成   | 矢沢永吉   |                                                                                | 3:55 |
| 5.                 | 「パニック」          | 加藤ひさし | 矢沢永吉   |                                                                                | 3:50 |
| 6.                 | 「「あ.な.た...。」」 | Ginger     | 矢沢永吉   |                                                                                | 3:46 |
| 7.                 | 「JAMMIN' ALL NIGHT」 | 小鹿涼     | 矢沢永吉   | 横浜ゴム「アイスガードファイブSTOP!」篇CMソング 2012年コンサートツアータイトル | 3:20 |
| 8.                 | 「Mr.ビビルラッシー」 | 加藤ひさし | 矢沢永吉   |                                                                                | 3:46 |
| 9.                 | 「吠えろこの街に」    | 馬渕太成   | 矢沢永吉   |                                                                                | 3:50 |
| 10.                | 「サンキューMy Lady」 | 馬渕太成   | 矢沢永吉   |                                                                                | 3:01 |
| 11.                | 「LAST SONG」         | 山川啓介   | 矢沢永吉   |                                                                                | 4:26 |
| 合計時間:          | 合計時間:             | 合計時間:  | 合計時間:  | 40:52                                                                          |      |